# Сы Тяньфэн
Сы Тяньфэ́н (кит. упр. 司天峰, пиньинь Sī Tiānfēng; род. 17 июня 1984, Тайань) — китайский легкоатлет, призёр Олимпийских игр.

## Биография
Сы Тяньфэн родился в 1984 году в городском уезде Синьтай городского округа Тайань провинции Шаньдун. В 1997 году поступил в спортшколу в Лайу, а в сентябре этого же года — в спортшколу провинции Шаньдун. В 2005 году вошёл в национальную сборную.
В 2010 году Сы Тяньфэн завоевал золотую медаль Азиатских игр. В 2012 году он стал бронзовым призёром Олимпийских игр.